# Legea lui Raoult
Legea lui Raoult este o lege fizică privitoare la presiunea de vapori a unei soluții ideale. Astfel presiunea de vapori a unui component din soluție e egală cu o fracție din presiunea de vapori a componentului pur.
{\displaystyle P_{i}=x_{i}P_{i}^{*}}
Pentru soluții neideale în locul fracției molare apare activitate termodinamică.